# Blair Davenport
 (février 2025).
Motif : Trop de matches anecdotiques
Beatrice St. Claire Priestley (née le 22 mars 1996 à Harrogate) est une catcheuse (lutteuse professionnelle) britannique. Elle était connue pour son travail à la World Wrestling Entertainment, dans la division SmackDown, sous le nom de Blair Davenport.

## Jeunesse
Beatrice St. Claire Priestley grandit en Nouvelle-Zélande. Elle étudie au Kāpiti College (en).

## Carrière de catcheuse

### Circuit Indépendant (2013-2020)
Le 1er juin 2013 à NZWPW Over The Top 2013 de la New Zealand Wide Pro Wrestling, elle fait ses débuts sous le nom d'Amy St. Clere, dispute son premier match aux côtés de Sonya Meyers, mais les deux catcheuses perdent face à Lolli Lane et Misty. 
Le 30 novembre 2016 à WCPW Delete WCPW de la WhatCulture Pro Wrestling, elle fait ses débuts sous le nom de Bea Priestley, dispute son premier match aux côtés de Swords of Essex (Paul Robinson et Scott Wainwright) et ensemble, les deux catcheurs et elle battent Moustache Mountain (Tyler Bate et Trent Seven) et Nixon Newell dans un 6-Person Mixed Tag Team match. 
Le 6 janvier 2017 à WCPW Lights Out, elle bat Ivelisse et Tessa Blanchard dans un 3-Way match. Le 12 février à WCPW True Destiny, elle ne remporte pas le féminin de la WCPW, battue par Nixon Newell. Le lendemain à WCPW Loaded #24, elle devient la nouvelle championne de la WCPW en prenant sa revanche sur sa même adversaire dans un No Disqualification match et remporte le premier titre de sa carrière.
Le 15 avril à OTT ScrapperMania 3 de la Over The Top Wrestling, Jinny, Katey Harvey et elle perdent face à The Session Friends (Alex Windsor, Martina et sa même opposante) dans un 6-Women Tag Team match. Deux soirs plus tard à Lucha Forever The Dawning Of Forever de la Lucha Forever, Drew Parker, El Ligero et elle perdent face à CCK (Chris Brookes et Mondai Lykos) et Chief Deputy Dunne dans un 6-Person Mixed Tag Team match. Le 25 mai à Lucha Forever Catch Me Outside, elle perd face à Viper. Le 16 juin à WCPW Built To Destroy 2017 de la WhatCulture Pro Wrestling, elle est contrainte de déclarer forfait pour blessure et est remplacée par sa précédente adversaire qui ne conserve pas sa ceinture, battue par Kay Lee Ray.
Le 14 juillet à Lucha Forever Lucha Loco Uno de la Lucha Forever, elle perd face au Chief Deputy Dunne dans un Three Stages of Hell match (1-2). 
Le 2 octobre à WCPW Refuse To Lose 2017 de la WhatCulture Pro Wrestling, elle ne remporte pas la ceinture, battue par l'Écossaise. 
Le 28 mai 2018 à Defiant Road To Destruction de la Defiant Wrestling, elle bat Chardonnay et devient aspirante no 1 au titre féminin de Defiant. Le 17 juin à Defiant Built To Destroy 2018, elle redevient championne Defiant, pour la seconde fois, en battant Millie McKenzie.
Le 26 août à Defiant Stacked 2018, elle conserve son titre en battant Zoe Lucas. 
Le 3 décembre à Defiant Loaded #2, elle ne conserve pas sa ceinture, battue par Kanji dans un Gauntlet match. Six soirs plus tard à FFW Trauma de la Fight Forever Wrestling, elle devient la nouvelle championne Fight Forever en battant Millie McKenzie et Lana Austin dans un 3-Way match et remporte le second titre de sa carrière.
Le 19 janvier 2019 à WOS Live Tour - Tag 2 de la World Of Sport Wrestling, elle devient la nouvelle championne WOS en prenant sa revanche sur la catcheuse britannique et remporte le troisième titre de sa carrière. La semaine suivante à WOS Live Tour - Tag 4, elle ne conserve pas sa ceinture, battue par sa même adversaire. Le 29 mars à FFW Fight Syndrome de la Fight Forever Wrestling, elle est contrainte d'abandonner sa ceinture, ce qui met fin à un règne de 110 jours[réf. nécessaire].
Le 15 novembre 2020 à RevPro Epic Encounters 2 de la Revolution Pro Wrestling, Oedo Tai (Jamie Hayter et elle) bat Aleah James et Gisele Shaw.

### World Wonder Ring Stardom (2017-2021)
Le 14 octobre à Stardom Goddesses Of Stardom Tag League 2017 - Tag 1, elle fait ses débuts à la World Wonder Ring Stardom, dispute son premier match aux côtés de Kelly Klein et ensemble, les deux catcheuses battent AZM et Starlight Kid.
Le 4 mai 2019 à Stardom/Queen's Quest Produce Golden Week Stars 2019 - Tag 2, elle devient la nouvelle championne du monde de Stardom en battant Kagetsu, remporte le titre pour la première fois et le quatrième titre de sa carrière.
Le 4 novembre à Stardom Best Of Goddess 2019, elle ne conserve pas sa ceinture, battue par Mayu Iwatani. 
Le 19 janvier 2020 à Stardom 9th Anniversary, Jamie Hayter et elle deviennent les nouvelles championnes des Goddesses Stardom en battant Tokyo Cyber Squad (Jungle Kyona et Konami) et remportent les titres pour la première fois de leurs carrières. 
Le 20 juillet, les deux catcheuses sont contraintes d'abandonner les ceintures, car elles ne peuvent se déplacer au Japon en raison de la pandémie de Covid-19.
Le 3 octobre à Stardom Yokohama Cinderella, elle devient la nouvelle championne du monde incontesté de la SWA en battant Momo Watanabe, remporte le titre pour la première fois et le cinquième titre de sa carrière. Le 14 novembre à Stardom Korakuen New Landscape, Oedo Tai (Natsuko Tora, Saki Kashima et elle) devient les nouvelles championnes Arist of Stardom en battant Donna del Mondo (Giulia, Maika et Syuri) dans un 6-Women Tag Team match et remportent les titres pour la première fois de leurs carrières. De ce fait, elle devient double champion. Le lendemain à Stardom Sendai Cinderella, elle ne conserve pas sa ceinture, battue par sa troisième précédente adversaire. Le 16 décembre à Stardom Road To Osaka Dream Cinderella - Tag 2, ses deux équipières et elle ne conservent pas les ceintures, battues par Cosmic Angels (Mina Shirakawa, Tam Nakano et Unagi Sayaka). Dix soirs plus tard à Stardom Year-End Climax 2020, Konami et elle deviennent les nouvelles championnes des Goddesses Stardom en battant Queen's Quest (Saya Kamitani et Utami Hayashishita). Elle remporte les ceintures pour la seconde fois.
Le 14 février 2021 à Stardom Go To BUDOKAN! Valentine Special - Tag 2, elles ne conservent pas leurs ceintures, battues par Donna del Mondo (Himeka et Maika).

### All Elite Wrestling (2019)
Le 9 octobre à Dynamite, elle fait ses débuts à la All Elite Wrestling et dispute son premier match aux côtés d'Emi Sakura mais ensemble, les deux catcheuses perdent face à Dr Britt Baker D.M.D et Riho[réf. nécessaire]. Le 9 novembre lors du pré-show à Full Gear, elle dispute son premier match solo, mais reperd face à la dentiste par soumission.

### World Wrestling Entertainment (2021-...)

#### Débuts àNXT UK, àNXTet diverses rivalités (2021-2024)
Le 1er juillet, elle signe officiellement avec la World Wrestling Entertainment. Une semaine plus tard à NXT UK, elle fait ses débuts dans le show orange sous le nom de Blair Davenport, dispute son premier match et bat Laura Di Matteo. 
Le 23 août 2022 à NXT 2.0, elle fait ses débuts dans le show jaune, dispute son premier match et bat Indi Hartwell. Le 4 septembre à Worlds Collide, elle ne remporte pas les titres féminins de NXT et NXT UK unifiés, battue par Mandy Rose dans un Triple Threat match qui inclut également Meiko Satomura.
Le 30 juillet 2023 à NXT: The Great American Bash, elle perd face à Roxanne Perez dans un Weapons Wild match. Deux mois plus tard à NXT No Mercy, elle bat Kelani Jordan.
Le 9 décembre à NXT Deadline, elle remporte le Women's Iron Survivor Challenge en rebattant sa même adversaire, puis en battant Lash Legend, Fallon Henley et Tiffany Stratton pour devenir aspirante no 1 au titre féminin de NXT.
Le 2 janvier 2024 à NXT: New Year's Evil, elle ne remporte pas la ceinture, battue par Lyra Valkyria.

#### Draft àSmackDownet renvoi (2024-2025)
Le 29 avril à Raw, lors du Draft, elle est annoncée être officiellement transférée à SmackDown par le général manager du show bleu, Nick Aldis. Le 28 juin à SmackDown, elle dispute son premier match, mais ne se qualifie pas pour le Women's Money in the Bank Ladder match, battue par Tiffany Stratton dans un Triple Threat match qui inclut également Indi Hartwell.
Le 8 février 2025, elle est licenciée de la WWE[réf. nécessaire].

## Palmarès
- World Wonder Ring Stardom
  - 1 fois Championne du monde de Stardom
  - 2 fois championne Goddesses de Stardom - avec Jamie Hayter (1) et Konami (1)
  - 1 fois championne Artist de Stardom - avec Natsuko Tora et Saki Kashima
  - 1 fois championne du monde incontesté de la SWA
- World Wrestling Entertainment
  - Vainqueure du Women's Iron Survivor Challenge (2023)

## Récompense des magazines
| Année | 2018 | 2019 | 2020 | 2021 | 2022 | 2023 | 2024 |
| ----- | ---- | ---- | ---- | ---- | ---- | ---- | ---- |
| Rang  | 80   | 20   | 37   | 127  | 98   | 131  | 139  |

## Vie privée
Elle est actuellement en couple et fiancée avec le catcheur de NXT, Riley Osborne.